# NGC 7137
NGC 7137 је спирална галаксија у сазвежђу Пегаз која се налази на NGC листи објеката дубоког неба.
Деклинација објекта је + 22° 9' 35" а ректасцензија 21h 48m 13,0s. Привидна величина (магнитуда) објекта NGC 7137 износи 12,4 а фотографска магнитуда 13,1. Налази се на удаљености од 25,0000 милиона парсека од Сунца. NGC 7137 је још познат и под ознакама UGC 11815, MCG 4-51-5, CGCG 472-8, PGC 67379.